# کلبی، کامبریا
کلبی (به انگلیسی: Colby) یک روستا و محله مدنی در بریتانیا است که در منطقه ادن واقع شده‌است. کلبی ۱۲۹ نفر جمعیت دارد.